# Wilhelm Schweizer (Politiker)
Wilhelm Schweizer (geboren am 27. Juni 1890 in Harschbach; gestorben am 8. Dezember 1958 in Neuwied) war ein deutscher Politiker (SPD, zeitweise USPD). Er war 1918 am Kieler Matrosenaufstand beteiligt und gehörte in der Weimarer Republik unter anderem dem Provinziallandtag Schleswig-Holstein an. Nachdem er sich in der Zeit des Nationalsozialismus mehrfach in KZ-Haft befand, amtierte er von 1945 bis 1955 Bürgermeister von Neuwied.

## Leben und Werdegang
Wilhelm Schweizer wurde 1890 in Harschbach im Westerwald (Kreis Neuwied) geboren und gelangte im Anschluss an seine Schulzeit (vermutlich in Urbach) nach Kiel, wo er Militärdienst bei der Marine leistete. Er war ab 1910 Mitglied der SPD, trat jedoch 1917 aufgrund seiner Opposition zum Ersten Weltkrieg der USPD bei. Neben Lothar Popp und Friedrich Hansen war er einer der führenden Köpfe der Schleswig-Holsteinischen USPD. Schweizer beteiligte sich am Kieler Matrosenaufstand, der kurz vor Ende des Krieges am 3. November 1918 begann und die Novemberrevolution auslöste. Infolgedessen war er auch Mitglied des Arbeiter- und Soldatenrates.
Zur Zeit der Weimarer Republik arbeitete Schweizer in Kiel als Polizeibeamter und war dort zeitweise Polizeichef. 1920 wurde er zu einem der Landesvorsitzenden der USPD gewählt, die sich jedoch 1922 in Schleswig-Holstein wieder mit der SPD zusammenschloss, wo Schweizer nun erneut bis zu seiner Verhaftung im Jahr 1933 politisch tätig war. So war er in Kiel Mitglied der Stadtverordnetenversammlung, dort zeitweise auch SPD-Fraktionsvorsitzender und Mitglied des Magistrats, außerdem gehörte er in Schleswig-Holstein dem SPD-Bezirksvorstand sowie dem Provinziallandtag an und war auch Mitglied des Reichsbanners Schwarz-Rot-Gold.
Infolge der nationalsozialistischen Machtübernahme, die sich für Kiel am 12. März 1933, dem Tag der Kommunalwahl, in der Ermordung des jüdischen SPD-Fraktionsvorsitzenden Wilhelm Spiegel sowie der Besetzung des Gewerkschaftshauses durch die SA manifestierte, wurde auch Schweizers Wohnung verwüstet und er selbst in Untersuchungshaft genommen. Das Eingreifen des Kieler Polizeipräsidenten verhinderte zwar seine Erschießung, er wurde jedoch im Juni als „Schutzhäftling“ im Konzentrationslager Lichtenburg interniert, aus dem er 1934 wieder entlassen wurde. Von September 1939 bis Mai 1941 war er im Konzentrationslager Sachsenhausen inhaftiert. Vermutlich im Zuge der Massenverhaftungen nach dem gescheiterten Hitlerattentat wurde er 1944 erneut festgenommen, jedoch gelang ihm diesmal die Flucht vom Gefangenenwagen. Bis zum Kriegsende (das für den Kreis Neuwied mit der amerikanischen Eroberung im März 1945 eintrat) nutzte er die elterliche Scheune in Harschbach als Versteck, die er lediglich nachts in Frauenkleidern verlassen konnte, dabei wurde er von seinem Bruder Friedrich versorgt.
Am 28. März 1945 wurde der seit 1936 amtierende Neuwieder Bürgermeister Paul Haupt (NSDAP) von den Amerikanern seines Amtes enthoben. Als Interimsbürgermeister fungierten zunächst der Stadtbaumeister Wilhelm Heß und danach der Amtsgerichtsrat Gustav Ulrich. Am 8. Juni wurde dann Wilhelm Schweizer von der französischen Militärregierung zum kommissarischen Bürgermeister ernannt, da Ulrich Direktor des Neuwieder Amtsgerichts wurde. 1946 wurde Schweizer von der Neuwieder Stadtverordnetenversammlung zum ersten demokratisch legitimierten Bürgermeister der Stadt seit Robert Krups gewählt und 1948 in diesem Amt einstimmig bestätigt. Krups äußerte sich über seinen Nachfolger mit den Worten: „Ich weiß – vielleicht besser und objektiver als mancher Kritiker – zu würdigen, eine wie schwere und verantwortungsvolle Aufgabe Ihnen beim hiesigen Amtsantritt bevorstand. Und freue mich, dass Sie es verstanden haben, unserer Stadt ein wirklicher Führer zu sein.“ Das Bürgermeisteramt übte Schweizer aus, bis er am 1. Juli 1955 die gesetzliche Altersgrenze erreichte. Sein Nachfolger wurde 1956 Friedrich Buchheim (FDP). Nachdem der an Leberzirrhose erkrankte Schweizer am 8. Dezember 1958 im Neuwieder Rot-Kreuz-Krankenhaus starb, wurde er auf dem Friedhof in Urbach beigesetzt. Das gemeinsame Grab von Wilhelm Schweizer und seiner Ehefrau Lydia in Urbach wurde über 50 Jahre lang von der Stadt Neuwied als Ehrengrab gepflegt und dann eingeebnet. Heute befindet sich der Grabstein auf dem Friedhof Elisabethstraße in Neuwied.

## Ehrungen
Schweizer erhielt nach der Verabschiedung aus dem Amt des Bürgermeisters die Freiherr-vom-Stein Plakette und das Bundesverdienstkreuz. In Heddesdorf ist nach ihm die Wilhelm-Schweizer-Straße benannt.